# 魅族MX6
魅族MX6 是魅族科技于2016年7月19日在北京发布的智能手机产品，由中国制造商魅族科技设计并生产。产品搭载基于Android的Flyme操作系统。MX6在發行後獲得了普遍好評，福布斯稱讚產品物有所值，品質高，指出“魅族MX6是市場上最划算的產品。”其它評論指出，設備的後置鏡頭較先前的產品有大幅提升。